# Ganga (minería)

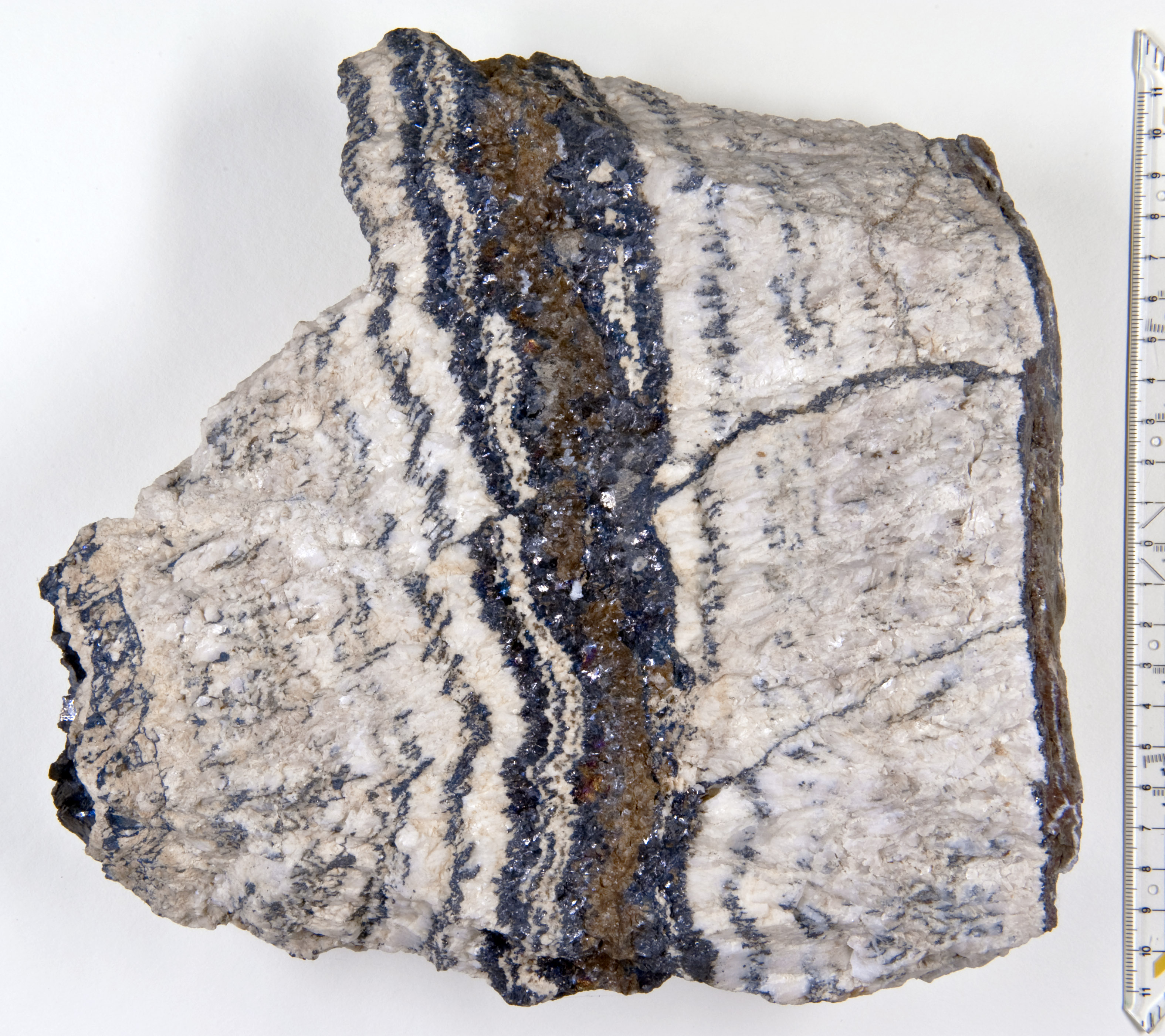
Mena de una veta de la antigua mina de Bad Grund, Harz, Alemania constituida por galena (gris muy oscuro - negro) y esfalerita (marrón oscuro) como minerales de mena principales y por calcita y otros carbonatos como ganga (colores claros)

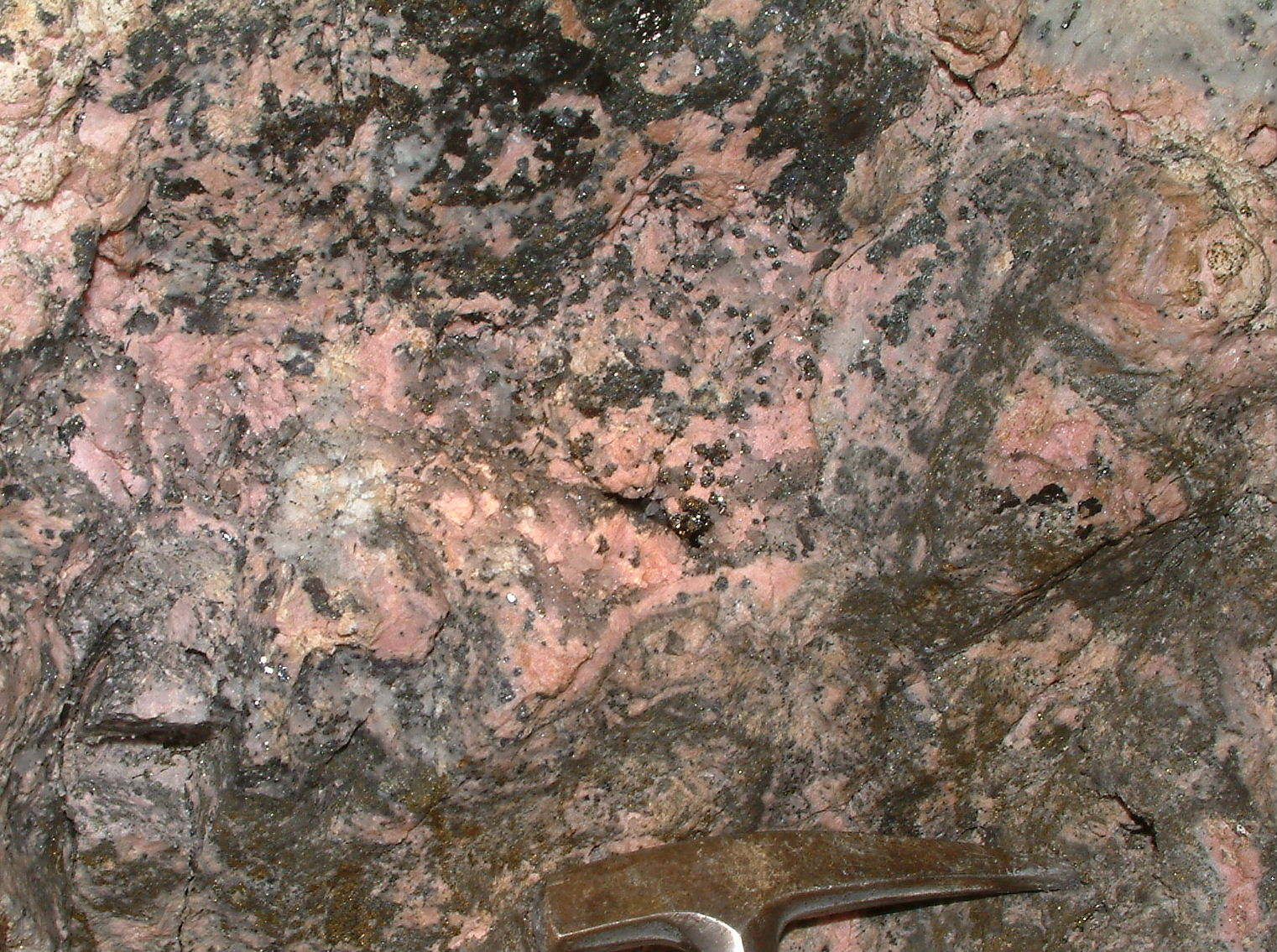
Mena típica de una veta del yacimiento polimetálico de Huarón (Perú). Los minerales de mena principales son esfalerita (gris oscuro), tetraedrita (gris oscuro) y proustita (puntos rojos). El mineral de ganga principal es rodocrosita (naranja)

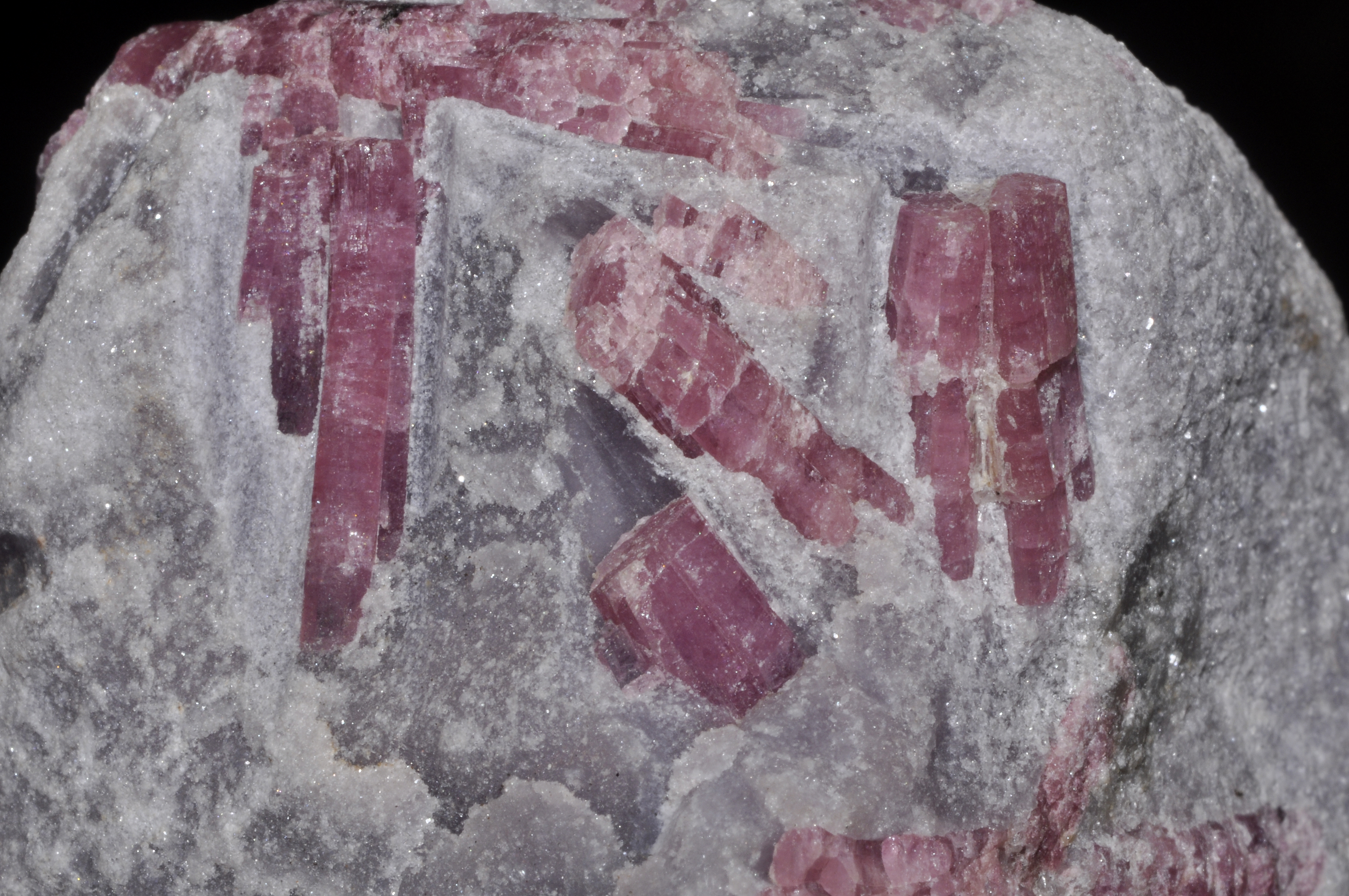
Mineral de mena rubelita sobre ganga de cuarzo.

Los minerales de ganga o ganga son la parte de la mena  que,  por carecer de valor económico o ser demasiado costoso su aprovechamiento, se descarta al obtener un concentrado de minerales de mena.Es posible que un mineral que se considere ganga en un yacimiento sea de interés en otro, o que la mejora en las técnicas extractivas o los usos industriales haga rentable el procesamiento de materiales anteriormente considerados ganga. 
La rentabilidad de una mina depende de la riqueza en los metales esperados de la mena así como de la forma en que se presenten. Si los minerales de mena y los de ganga se encuentran intercrecidos, y los procesos físicos y químicos de separación y preparación para obtener un concentrado de minerales de mena son demasiado costosos, la mina puede no ser rentable. Tampoco lo es cuando la mena tiene un volumen exiguo, o cuando la  situación del yacimiento impide una explotación accesible.
El concepto de ganga no se debe confundir con el de roca estéril ("waste" en inglés) que es la roca no o pobremente  mineralizada  que debe ser extraída para poder explotar la mena. Por ejemplo, en una mina a cielo abierto frecuentemente hasta centenas de metros de desmonte pueden tener que ser extraídos hasta llegar a la mena que se quiere explotar.
Fragmentos de mena con mucha ganga pueden aceptarse en el procesamiento de minerales cuando se trabaja en base a un insumo donde la preocupación son sus características promedio. En cambio, la clasificación de minerales a granel sirve para descartar fragmentos ricos en ganga.